# 三木直頼
三木 直頼（みつき なおより、明応6年（1497年）? - 天文23年6月14日（1554年7月13日））は戦国時代の武将。飛騨三木氏の当主。姉小路良頼の父。大和守。
飛驒国守護代三木氏の出自は多賀氏（佐々木氏の一族、つまり飛驒国守護京極氏とは血縁関係）とも藤原氏ともいわれはっきりしない。直頼の父は『飛州志』では三木重頼と伝わるが、系図では三木綱良とされる一方、二人は同一人物ともされるなど直頼以前の三木氏については不明な点が多い。
もともとは飛騨の一国人にすぎなかったが、室町時代に守護の京極氏や国司の姉小路家が戦乱や内紛などにより衰退したことに乗じて、隣国美濃の土岐氏と手を結んで実力をつけていった。やがて飛騨の南半分を征服し、三木氏が戦国大名として躍進する基礎を築いた。後には土岐頼芸に援軍を要請されたり、隣国信濃の木曾氏と争ったりし、その勢威は近隣諸国にも及んだ。晩年は飛騨北部を支配する国人の江馬時経と飛騨の覇権を巡り争ったが、時経の死後は江馬氏と和解している。桜洞城の築城者であるとされる。菩提寺は禅昌寺。